# Сиверс, Фаддей Васильевич
Фадде́й Васи́льевич Си́верс (нем. Thadeus Ludwig Ferdinand von Sivers; 18 октября 1853 — не ранее 1920) — генерал от инфантерии, командир 10-го армейского корпуса, герой Первой мировой войны, командующий 10-й армией в 1914—1915 годах.

## Биография
Лютеранин.
Среднее образование получил в классической гимназии. В 1872 году окончил Варшавское пехотное юнкерское училище, откуда выпущен был прапорщиком в Санкт-Петербургский гренадерский полк.
Чины: подпоручик (1875), поручик (1877), подпоручик гвардии (1879), штабс-капитан Генерального штаба (1881), капитан (1883), подполковник (1887), полковник (за отличие, 1891), генерал-майор (1900), генерал-лейтенант (1906), генерал от инфантерии (за отличие, 6.12.1912).
Участвовал в Русско-турецкой войне 1877—1878 годов в рядах Санкт-Петербургского гренадерского полка, с 24 июня 1877 по 15 апреля 1878 года командовал ротой. За боевые отличия был награждён орденами св. Станислава 3-й степени с мечами и бантом и св. Анны 3-й степени с мечами и бантом. Позднее был переведен в лейб-гвардии Семеновский полк.
В 1881 году окончил Николаевскую академию Генерального штаба по 1-му разряду, с производством в поручики гвардии и переименованием в штабс-капитаны Генерального штаба. По окончании академии состоял старшим адъютантом штаба 1-й кавалерийской дивизии (1881—1884). В 1884 году был прикомандирован к Елисаветградскому кавалерийскому юнкерскому училищу для преподавания тактики, а в 1888 году — назначен штаб-офицером для поручений при штабе Одесского военного округа. Затем был начальником штаба Бендерской (1892—1894) и Керченской (1894—1895) крепостей. В 1895 году был назначен начальником штаба Кавказской гренадерской дивизии, а 20 августа 1899 года — командиром 16-го гренадерского Мингрельского полка.
31 июля 1900 года за отличие по службе произведен в генерал-майоры, с назначением начальником штаба 3-го Сибирского армейского корпуса. Участвовал в Китайской кампании 1900—1901 годов. 14 декабря 1900 года назначен в распоряжение начальника Главного штаба. 7 августа 1901 года назначен начальником штаба 7-го армейского корпуса, а 11 августа 1902 года переведен на ту же должность в 18-й армейский корпус. 19 ноября 1904 года назначен командующим 27-й пехотной дивизией. 3 декабря 1906 года назначен
начальником штаба Виленского военного округа, а 6 декабря за отличие по службе произведен в генерал-лейтенанты. 21 декабря 1908 года назначен командиром 16-го армейского корпуса.
3 марта 1911 года назначен командиром 10-го армейского корпуса, с которым и вступил в Первую мировую войну. Был удостоен ордена Св. Георгия 4-й степени
За решительность, настойчивость и энергию, проявленные в руководительстве действиями корпуса на реке Гнилой Липе, при атаке при крайне тяжелых местных условиях, сильно укрепленной позиции между гор. Перемышлем и сел. Янчин, причем бой этот имел последствием полное поражение значительных сил неприятеля.
23 сентября 1914 года назначен командующим 10-й армией. После того, как в феврале 1915 года входивший в армию 20-й корпус был окружен в Августовских лесах частями 10-й германской армии, 17 февраля 1915 года генерал Сиверс с 1-й и 12-й армиями перешел в общее наступление и, понеся тяжелые потери у Гродно, очистил Августовские леса от германских войск. В марте вынудил противника отвести войска на Сувалки. Вскоре был отстранен от командования и 25 апреля 1915 года уволен в отставку.
По одному мемуарному свидетельству, летом—осенью 1919 года генерал Сиверс находился в Харькове (где до Первой мировой войны располагался штаб 10-го армейского корпуса). Затем служил в Вооруженных силах Юга России, был определен на службу 23 апреля 1920 года с зачислением в резерв чинов при Главнокомандующем. Дальнейшая судьба неизвестна. В справочнике К. А. Залесского «Кто был кто в Первой мировой войне» указано, что генерал Сиверс покончил с собой в 1915 году, однако это противоречит изложенным выше фактам.

## Награды
- Орден Святого Станислава 3-й ст. с мечами и бантом (1879);
- Орден Святой Анны 3-й ст. с мечами и бантом (1879);
- Орден Святого Станислава 2-й ст. (1883);
- Орден Святой Анны 2-й ст. (1889);
- Орден Святого Владимира 4-й ст. (1895);
- Орден Святого Владимира 3-й ст. (1898);
- Орден Святого Станислава 1-й ст. (1901);
- Орден Святой Анны 1-й ст. (1904);
- Орден Святого Владимира 2-й ст. (6.12.1909);
- Орден Белого Орла (6.12.1913);
- Орден Святого Георгия 4-й ст. (ВП 27.09.1914);
- Орден Святого Александра Невского с мечами (доп. к ВП 25.10.1914).

Иностранные:
- прусский Орден Короны 4-й ст. (1873);
- австрийский Орден Франца-Иосифа, командорский крест (1883);
- персидский Орден Льва и Солнца 2-й ст. со звездой (1902).